# HFS+
Pour les articles homonymes, voir HFS (homonymie).
HFS+, ou HFS étendu, est un système de fichiers géré par le système d'exploitation Mac OS à partir de sa version 8.1. Pour l'horodatage il utilise l'heure GMT alors que HFS utilisait l'heure locale, ce qui devenait gênant avec l'utilisation d'internet et le partage de fichiers sur plusieurs fuseaux différents. Le passage en HFS+ a posé un problème avec les outils de synchronisation de fichiers de l'époque lors du passage à l'heure d'été. Ces outils utilisant l'heure locale voyaient tous les fichiers soudainement modifiées.
La principale différence avec le système de fichiers HFS est que le nombre de blocs d'allocation n'est plus limité à 65 536 (2 puissance 16) ; ce qui devenait gênant avec l’augmentation de la taille des disques durs (pour 1 Gio, le fichier occupe au minimum un bloc de 16 Kio), surtout quand on a beaucoup de petits fichiers.

## HFSX
Apple a fait évoluer ce format vers le HFSX, introduit dans son système Mac OS X 10.3. HFSX est l'appellation choisie pour des extensions de HFS+ qui seraient incompatibles avec le système de fichiers d'origine. Pour l'instant, HFSX n'apporte qu'une extension, la sensibilité à la casse, qui peut être activée ou pas, selon la valeur du champ « keyCompareType » dans le fichier catalogue.

## Support sous GNU/Linux
Le noyau Linux inclut un module hfsplus permettant le montage d'un système de fichiers HFS+. Les commandes fsck et mkfs du système de fichiers d'Apple ont par ailleurs été implémentées dans le paquet hfsprogs. La lecture et l'écriture sur ce type de partition est donc possible sous GNU/Linux, tout particulièrement depuis les améliorations apportées par la version 2 du programme d'amorçage GNU GRUB.